# بخش استورایومن
بخش استورایومن (به سوئدی: Storumans kommun) یک ناحیه شهرداری در سوئد است که در شهرستان وستربوتن واقع شده‌است.